# D (델리스파이스의 음반)
《D》(디)는 2001년 9월 13일에 발매된 델리스파이스의 네 번째 정규 앨범이다. 3집 《슬프지만 진실...》을 끝으로 뮤직디자인을 떠나, 프래시로 레이블을 옮기고 발매한 앨범으로, 수록되어 있는 전체 12곡 중 〈뚜빠뚜빠띠〉, 〈항상 엔진을 켜둘게〉이 타이틀 곡이다.

## 수록곡
1. 뚜빠뚜빠띠
2. 항상 엔진을 켜둘게
3. 안녕 비밀의 계곡...
4. Y.A.T.C.
5. 동병상련
6. Still Falls The Rain
7. 악몽
8. 화성으로 가는 로켓트(Insturment)
9. 한길
10. 낯선 아침
11. Doxer
12. Bette Davis Eyes
13. 천사의 자장가